# Thursday October Christian
Thursday October Christian (Adamstown, 14 ottobre 1790 – Papeete, 21 aprile 1831) è stato un politico britannico, originario delle Isole Pitcairn.

## Biografia
Figlio del leader dell'ammutinamento del Bounty, Fletcher Christian, e della sua compagna tahitiana, fu il primo bambino a nascere sull'isola, un giovedì di ottobre. Fu chiamato così per volontà del padre, che gli impose un nome che non gli ricordasse l'Inghilterra.
Fu lui, insieme a George Young, a negoziare con gli inglesi quando due navi si presentarono di fronte alle coste di Pitcairn, il 17 settembre 1814. I due convinsero i capitani che la comunità organizzata da John Adams era civilizzata e non andava perseguitata.
Gli stessi capitani inglesi "corressero" il suo nome in Friday October: gli ammutinati, viaggiando verso est, avevano infatti passato la linea di cambio di data, ma senza adeguare il calendario. Thursday October tornò però presto al suo nome originario.
In quella stessa occasione venne schizzata l'unica sua immagine conosciuta.
Come pressoché tutti i suoi conterranei, si trasferì a Tahiti nel febbraio 1831, e come molti si ammalò. Non sopravvisse all'epidemia, come un'altra decina di pitcairnesi. I pitcairnesi, senza il loro leader, decisero di tornare. Ottennero l'autorizzazione nel 1832.
Suo terzogenito fu Thursday October Christian II, futuro Magistrato di Pitcairn per otto volte.
La sua casa è stato l'edificio più antico dell'isola fino al 1º marzo 2004, quando fu abbattuta a causa dei danni provocati alla struttura dalle termiti.
| Controllo di autorità | VIAF (EN) 295892249 |